# Toridaga-Ko
Toridaga-Ko es una comuna o municipio del círculo de Niono de la región de Segú, en Malí. En abril de 2009 tenía una población censada de 29 766 habitantes.
Se encuentra ubicada en el centro del país y al norte de la región de Segú, a poca distancia de la frontera con Mauritania y con las regiones de Mopti y Kulikoró.